# Dyab Abou Jahjah
Dyab Abou Jahjah (în arabă دياب أبو جهجه‎; n. 24 iunie 1971, Hanin, Liban) este un activist politic și scriitor libanez, care a fost activ în Europa între anii 2001 și 2007.
Este fondatorul și primul conducător al Ligii Arabo-Europene, grupare pan-arabă care susține interesele imigraților musulmani în Europa.
În 2006 pleacă în Liban pentru a susține gruparea Hezbollah și războiul acesteia împotriva Israelului.
În 2013 se întoarce în Belgia (unde solicitase azil politic în 1991) și este primit favorabil de presă și de oamenii politici.
Astfel, publicația flamandă Knack îl consideră al patrulea om influent din Belgia, dar de altă etnie.
1. ↑   (PDF) https://www.gov.il/BlobFolder/reports/special_report_hrf_foundation_2025-01/he/Research_Reports_special_report_hind_rajab_foundation_hrf_2025-01-07._eng.pdf Lipsește sau este vid: |title= (ajutor)